# Old Flames Can't Hold a Candle to You
Singles de Dolly Parton
Starting Over Again
(1980) 9 to 5
(1980)
Old Flames Can't Hold a Candle to You est une chanson country écrite par Pebe Sebert (la mère de Kesha) et Hugh Moffatt.  Elle se plaça à la 14e place du U.S. country hit pour Joe Sun en 1978, et 86e hit pour Brian Collins la même année. Elle fut plus tard l'objet d'une reprise par Dolly Parton, reprise qui, elle, arriva à atteindre le top des classements U.S. country en août 1980.  Dans la chanson, le narrateur raconte que son amant ne se sent pas menacé par des affaires passées concernant des « vieilles flammes », des anciens amours du passé.  Parton inclut sa version sur son album Dolly, Dolly, Dolly sorti en 1980, elle est également sortie en tant que second single issue de l'album, après le single à succès Starting Over Again.

## Performance dans les classements
| Chart (1980)                       | Meilleure position |
| ---------------------------------- | ------------------ |
| U.S. Billboard Hot Country Singles | 1                  |
| Canadian RPM Country Tracks        | 2                  |